# Ecopetrol
Ecopetrol — крупнейшая нефтяная компания Колумбии. Министерству финансов и публичного кредита принадлежит 88,5 % её акций. В списке крупнейших компаний мира Forbes Global 2000 за 2022 год заняла 295-е место (511-е по размеру выручки, 258-е по чистой прибыли, 642-е по активам и 476-е по рыночной капитализации).

## История
Tropical Oil Company была основана в 1916 году, в 1920 году она была куплена компанией Standard Oil of New Jersey (позже ставшей частью ExxonMobil). В 1921 году она получила концессию на нефтедобычу сроком на 30 лет. Благодаря инвестициям Jersey Standard Колумбия к 1927 году вышла на третье место в Латинской Америке по нефтедобыче (после Венесуэлы и Мексики). Уже в 1922 году бы построен нефтеперерабатывающий завод, и Tropical стала монополистом на рынке нефтепродуктов Колумбии. В 1948 году между правительством Колумбии и Jersey Standard было заключено соглашение, по которому концессия продлена не была, все нефтедобывающие активы Tropical Oil в 1951 году были переданы новосозданной государственной компании Empresa Colombiana de Petróleos («Нефтяное предприятие Колумбии», сокращённо Ecopetrol); Jersey Standard стала подрядчиком разработки месторождений. В 1961 году под контроль компании перешёл НПЗ в Барранкабермехе, а в 1975 году — НПЗ в Картахене. Лёгкость передачи активов в основном объяснялась истощением запасов в пределах концессии, новые месторождения были найдены лишь в конце 1970-х годов (бассейн Льянос), для чего потребовались значительные инвестиции, к тому времени Колумбия стала импортёром нефти.
В 2003 году Ecopetrol из государственной нефтяной компании была реорганизована в публичную компанию, первоначально на 100 % государственную, но в августе 2007 года было проведено размещение акций на Колумбийской фондовой бирже, а в сентябре 2008 года — также на Нью-Йоркской фондовой бирже в виде американских депозитарных расписок.
С 2007 года совместно с российской Лукойл Оверсиз осуществляет разработку месторождения «Кондор».
В 2017 году компания начала добычу нефти в Мексике, а в 2018 году — в Бразилии (в обоих случаях это морская добыча). В августе 2021 года был куплен контрольный пакет акций энергетической компании Interconexión Eléctrica (крупнейший оператор линий электропередач в Латинской Америке).

## Деятельность
Доказанные запасы углеводородов компании на конец 2021 года составляли 2,002 млрд баррелей в нефтяном эквиваленте. Среднесуточный уровень добычи — 679 тыс. баррелей, из них 527 тыс. баррелей нефти; 95 % добычи приходится на Колумбию. Важнейшие месторождения: Рубиалес (Rubiales oil field, 100 тыс. баррелей в сутки), Кастилья (Castilla, 96 тыс. баррелей в сутки), Чичимене (Chichimene, 67 тыс. баррелей), Флоренья (Floreña, 23 тыс. баррелей в сутки). Средняя себестоимость добычи — 8,5 долларов за баррель. Экспорт нефти находится на уровне 376 тыс. баррелей в сутки; поскольку нефть в Колумбии тяжёлая, компании приходится импортировать лёгкую нефть для её разбавления.
Производительность НПЗ — 356 тыс. баррелей в сутки, крупнейшие из них находятся в городах Барранкабермеха и Картахена. Протяжённость трубопроводов — 48,33 тыс. км.
В Колумбии на компанию приходится около 60 % добычи и нефтепереработки. Помимо Колумбии Ecopetrol ведёт операции в США, Бразилии, Мексике, Боливии, Чили и Перу.
Выручка за 2021 год составила 91,9 трлн песо, из них 44,8 трлн пришлось на Колумбию, 20,4 трлн — на страны Азии, 16,0 трлн — на США, 5,7 трлн — на страны Южной Америки (кроме Колумбии), 3,5 трлн — на Центральную Америку и Карибский регион, 1,4 трлн — на Европу ($1 равен около 4 тыс. колумбийских песо).
Через свою дочернюю компанию Cenit, специализирующуюся на транспортировке и логистике углеводородов, компания владеет тремя портами (по ситуации на 2021 год.), для экспорта и импорта нефти и нефтепродуктов: в Ковеньяс (Сукре) и Картахене (Боливар) с выходом к Атлантике и Тумако (Нариньо) на Тихом океане.
| Имя                | Обнаружен в | Запасы в млн баррелей (млрд куб. футов)          |
| ------------------ | ----------- | ------------------------------------------------ |
| Чира-Инфантас      | 1918        |                                                  |
| Тибу               | 1940        | 270                                              |
| Casabe             | 1941        | 300                                              |
| Веласкес — Палагуа | 1946        | 300                                              |
| Яригуи             | 1954        | 200                                              |
| Провинция — Пайоа  | 1960        | 300                                              |
| Рио-Сулия          | 1962        | 140                                              |
| Орито              | 1963        | 240                                              |
| Кастилия           | 1969        | 320                                              |
| Чучупа             | 1912        | 7 трлн куб. футов газа                           |
| Апиай — Сурия      | 1981        | 215                                              |
| Каньо Лимон        | 1983        | 1200                                             |
| Сан-Франциско      | 1985        | 150                                              |
| Cusiana            | 1989        | 750                                              |
| Купиагуа           | 1993        | 510                                              |
| Гуандо             | 2000        | 130                                              |
| Гибралтар          | 2003        | 630 млрд куб. футов газа и 15 млн баррелей нефти |

## Дочерние компании
Основные дочерние компании по состоянию на 2021 год:
- Refinería de Cartagena S.A.S. (Reficar)
- Cenit Transporte y Logística de Hidrocarburos S.A.S. (Cenit)
- Oleoducto Central S.A.
- Interconexión Eléctrica S.A. E.S.P (ISA)